# 약한 인공 지능
약한 인공지능(Weak artificial intelligence, 약한 AI, weak AI)은 마음의 제한된 부분을 구현하거나, 좁은 AI(narrow AI)로서 하나의 좁은 작업에 집중하는 인공지능이다. 존 설의 표현에 따르면 이는 "마음에 관한 가설을 테스트하는 데 유용하지만 마음은 그렇지 않다." 약한 인공지능은 인간이 사물을 기억하고, 사물을 인식하고, 간단한 문제를 해결하는 등 기본적인 행동을 수행하는 방식을 모방하는 데 중점을 둔다. 스스로 생각하고 학습할 수 있는 기술을 사용하는 강한 AI와는 대조적이다. 컴퓨터는 알고리즘이나 사전 지식과 같은 방법을 사용하여 인간처럼 사고 방식을 발전시킬 수 있다. 강한 인공 지능 시스템은 이를 프로그래밍한 프로그래머와 독립적으로 실행하는 방법을 학습하고 있다. 약한 AI는 자신의 마음을 가질 수 없으며 관찰할 수 있는 물리적 행동만 모방할 수 있다. 이는 다음과 같이 다양하게 정의되는 강한 AI와 대조된다.
- 강한 인공 지능
- 인공 일반 지능(AGI): 하나의 특정 문제가 아닌 모든 문제에 지능을 적용할 수 있는 능력을 갖춘 기계이다.
- 인간 수준의 인공지능: 평균적인 인간과 유사한 지능을 갖춘 기계.
- 인공 초지능(Artificial superintelligence, ASI): 일반 인간보다 훨씬 뛰어난 지능을 갖춘 기계.
- 인공의식: 의식, 감각, 정신을 갖춘 기계(존 설은 이러한 의미에서 "강한 AI"를 사용함).

- 안토니오 리에토(Antonio Lieto)와 같은 학자들은 AI와 인지 모델링에 대한 현재 연구가 약한 AI 가설과 완벽하게 일치하며 인지적으로 다음과 같은 대중적인 가정이 완벽하게 일치한다고 주장했다. 영감을 받은 AI 시스템은 "뇌와 정신의 인공 모델을 사용하여 자신이 모델링하는 실제 현상인 것처럼 가장하지 않고 정신 현상을 이해할 수 있기 때문에" 강한 AI 가설을 지지하며 문제가 있다.

좁은 AI는 “... 좁게 정의된 단일 작업으로 제한된다. 대부분의 최신 AI 시스템은 이 범주로 분류된다.” 좁다는 것은 로봇이나 컴퓨터가 한 번에 하나의 문제만 해결할 수 있도록 엄격하게 제한된다는 의미이다. 강한 AI는 그 반대다. 강한 AI는 인간의 두뇌에 더 가깝다. 이것은 모두 철학자 존 설의 케이스로 간주된다. 강한 AI에 대한 이러한 생각 역시 논란의 여지가 있다. 설은 튜링 테스트(2차 세계 대전 중 앨런 튜링이 창안했으며 원래 모방 게임이라고 불리며 기계가 인간만큼 지능적인지 테스트하는 데 사용됨)가 정확하지 않거나 강한 AI를 테스트하는 데 적합하지 않다고 생각했다.

## 같이 보기
- 인공지능
- 딥 러닝
- 전문가 시스템
- 인공지능의 역사
- 가상 비서
- 기계 학습
- 인공 일반 지능